# Видрак Мелітон Михайлович
Мелітон Михайлович Видрак (24 лютого 1879, с. Чистилів, Австро-Угорщина — травень 1927, м. Чортків, Польща) — український правник, громадський діяч, доктор права (1909).

## Життєпис
Мелітон Видрак народився 24 лютого 1879 року у селі Чистилові, нині Білецької громади Тернопільського району Тернопільської области у сім'ї учителів.
Навчався в гімназії у м. Тернопіль, Львівському та Віденському (Австрія) університетах. У м. Відень — перекладач у Найвищому державному суді Австрії, потім — помічник адвоката в м. Ланьцут (Польща).
У 1910 відкрив адвокатську канцелярію в Чорткові. Від початку Першої світової війни — офіцер в австрійській армії. У період ЗУНР — суддя польового суду Чортківської окружної виборчої комісії. Від 1922 року знову працював адвокатом.
У 1918 році у м. Ґрац врятував від смертного вироку д-ра права Антіна Горбачевського, котрий перебував у австрійському ув'язненні чотири роки.
Діяльний в українських товариствах; член наглядової ради Повітового союзу кооператив.